# ギルバート・アリーナス
ギルバート・ジェイ・アリーナス・ジュニア（Gilbert Jay Arenas,Jr., 1982年1月6日 - ）はアメリカ合衆国・フロリダ州タンパ生まれ、カリフォルニア州ロサンゼルス出身の元バスケットボール選手。ポジションはポイントガード。入団時から2009-10シーズンまで背番号0を着用していた。これは学生時代に「お前の出場時間は0（ゼロ）だ」と言われた悔しさを忘れないためのもの。

## 経歴

### 大学時代
アリゾナ大学時代はシューティングガードとしてプレイしていた。「お前の出場時間はゼロだ」という有名なエピソードがあるが、1年目から34試合中31試合に先発で抜擢され、15.4得点2.1スティールの成績を残し、NCAAトーナメントではチームハイの平均18.5得点をあげた。2年目にはスコアリングリーダーとしてチームをNCAAトーナメント決勝にまで導いたが、デューク大学に敗退し、優勝はならなかった。3年生には進級せず、2001年のNBAドラフトにアーリーエントリーした。大学時代のチームメイトにはリチャード・ジェファーソンがおり、今もお互いをライバル視している。

### NBA
アリゾナ大学をNCAAトーナメント準優勝に導いた立役者であったにもかかわらず、アリナスはゴールデンステート・ウォリアーズから2巡目全体31位という低い指名を受けた。これはアリナスがNBAのシューティングガードとしてはサイズが足りず、ポイントガードとしての技術は不足していると考えられたからであった。
周囲からの期待が低かったアリーナスのルーキーシーズン序盤はベンチを暖める日々が続いた。しかしシーズン中盤に先発ガードのラリー・ヒューズが故障したのを機会に先発に抜擢されるとすぐさま高い得点能力を発揮し、二桁得点の試合を連発する。その後ヒューズが復帰しても先発の座を守り続け、10.9得点3.7アシスト1.5スティールの成績を残した。ドラフト指名時の評価を覆しつつあったアリーナスは、翌02-03シーズンには18.3得点6.3アシストと大きく成績を伸ばし、MIP（最も成長した選手に与えられる賞）を獲得し、ルーキーチャレンジではMVPに選ばれた。オフにフリーエージェントとなったアリーナスは、ワシントン・ウィザーズと6年6370万ドルで契約した。
ウィザーズでの1年目となった03-04シーズンは故障に悩まされ、55試合の出場に留まりやや期待外れに終わった。しかし翌04-05シーズンはNBA入り以来アリナスにとって2度目の飛躍のシーズンとなり、これまでのキャリア平均を大幅に上回る25.5得点5.1アシストの成績を残し、リーグでも屈指の得点能力を誇るポイントガードとしての地位を確立する。このシーズンはウォリアーズ時代のチームメイトでもあったヒューズも大きく飛躍を果たした年であり、アリーナスとヒューズの強力なバックコートコンビに支えられ、ウィザーズは7シーズンにぶりプレイオフ進出を果たした。
翌2005-06シーズンにはさらに成績を伸ばし、リーグ4位となる29.3得点を記録、オールNBAサードチームに選出され、オールスターには怪我のジャーメイン・オニールの代役として初出場した。3ポイントシュートコンテストにも欠場したフェニックス・サンズのラジャ・ベルの代役で出場した。プレーオフの1回戦ではレブロン・ジェームズ率いるクリーブランド・キャバリアーズと対戦。2勝4敗でチームは敗退したが、アリーナスは平均34点を記録。シーズン最後のゲームとなった第6戦のオーバータイム（延長戦）の終盤、アリーナスはフリースローを打つチャンスを得た。このとき、レブロンに「君がこのフリースローを両方はずしたらゲームは終わりだ」と耳元で囁かれ、実際に2本外してしまう。シーズン終了後、バスケットボール世界選手権アメリカ代表チーム候補としてキャンプに参加したが、代表の12人には残れなかった。
2006-07シーズン、12月17日のロサンゼルス・レイカーズ戦で挙げたキャリアハイとなる60得点を筆頭に、9試合で40得点以上を記録、決勝ブザービーターを乱発するなど派手なシーズンを過ごし、NBAオールスターゲームには初めてファン投票により選出された。また世界選手権の代表漏れに対して不満を持っていたアリナスは、シーズン前には代表アシスタントコートがそれぞれヘッドコーチを務めるフェニックス・サンズとポートランド・トレイルブレイザーズに対する復讐を公言。12月22日のサンズ戦では公約通り54得点を挙げて勝利するが、トレイルブレイザーズとの2度の対戦では20点以下に抑えられ、連敗している。チームはアリーナスの活躍もあり、一時はカンファレンスの首位争いにも参加していたが、シーズン終盤の4月4日、試合中に左膝の外側半月断裂という大怪我を負い、戦線から離脱。アリーナスの欠場以降、チーム成績は急降下した
2007-08シーズンには怪我から復帰するも調子が上がらず、シーズン中に膝にメスを入れることを決意。シーズンの大半を欠場してしまうも、プレーオフ直前には復帰。しかしプレイ内容は完全復活とはほど遠い状態にあり、プレーオフの出場も4試合のみに留まった。2008年7月、ウィザーズと6年1億1100万ドルの契約を結んだ。2008-09シーズンも故障によりシーズンをほぼ全休した。
2009-10シーズンでは怪我から復活し、エースとしての役割を取り戻していた。しかし、拳銃をロッカールームに持ち込んだことが問題となり、2010年1月にNBAからシーズン終了までの出場停止処分を科された。その後2010年3月、30日間の更生施設入りの判決を受けた。
2010年12月18日、3チーム（ワシントン・ウィザーズのほか、オーランド・マジック、フェニックス・サンズ）が絡むトレードにより、ラシャード・ルイスとの1対1の交換により、オーランド・マジックへ移籍したが十分な結果を残せず、2011年12月アムネスティ条項により解雇された。
2012年3月20日、メンフィス・グリズリーズと契約を結んだ。
その後は中国でプレーし、現在は引退状態となっている。

## プレイスタイル
ポイントガードでありながらゲームメークよりも自ら得点することでチームを牽引するNBA屈指の点取り屋。毎試合大量得点を叩き出すオールスター選手。劇的な決勝ブザービーターを何度も生み、NBAでもトップクラスの評価を受けた時期もあった。
3ポイントシュートとペイントエリアへの素早いペネトレイトの組み合わせは相手チームに脅威と混乱をもたらす。

## 個人成績

### レギュラーシーズン
| シーズン | チーム   | GP  | GS  | MPG  | FG%  | 3P%  | FT%  | RPG | APG  | SPG | BPG | PPG  |
| -------- | -------- | --- | --- | ---- | ---- | ---- | ---- | --- | ---- | --- | --- | ---- |
| 2001–02  | GSW      | 47  | 30  | 24.6 | .453 | .345 | .775 | 2.8 | 3.7  | 1.5 | .2  | 10.9 |
| 2002–03  | GSW      | 82  | 82  | 35.0 | .431 | .348 | .791 | 4.7 | 6.3  | 1.5 | .2  | 18.3 |
| 2003–04  | WAS      | 55  | 52  | 37.6 | .392 | .375 | .748 | 4.6 | 5.0  | 1.9 | .2  | 19.6 |
| 2004–05  | WAS      | 80  | 80  | 40.9 | .431 | .365 | .814 | 4.7 | 5.1  | 1.7 | .3  | 25.5 |
| 2005–06  | WAS      | 80  | 80  | 42.3 | .447 | .369 | .820 | 3.5 | 6.1  | 2.0 | .3  | 29.3 |
| 2006–07  | WAS      | 74  | 73  | 39.8 | .418 | .351 | .844 | 4.6 | 6.0  | 1.9 | .2  | 28.4 |
| 2007–08  | WAS      | 13  | 8   | 32.7 | .398 | .282 | .771 | 3.9 | 5.1  | 1.8 | .1  | 19.4 |
| 2008–09  | WAS      | 2   | 2   | 31.5 | .261 | .286 | .750 | 4.5 | 10.0 | .0  | .5  | 13.0 |
| 2009–10  | WAS      | 32  | 32  | 36.5 | .411 | .348 | .739 | 4.2 | 7.2  | 1.3 | .3  | 22.6 |
| 2010–11  | WAS      | 21  | 14  | 34.6 | .394 | .324 | .836 | 3.3 | 5.6  | 1.4 | .6  | 17.3 |
| 2010–11  | ORL      | 49  | 2   | 21.6 | .344 | .275 | .744 | 2.4 | 3.2  | .9  | .2  | 8.0  |
| 2011–12  | MEM      | 17  | 0   | 12.4 | .406 | .333 | .700 | 1.1 | 1.1  | .6  | .1  | 4.2  |
| Career   | Career   | 552 | 455 | 35.0 | .421 | .351 | .803 | 3.9 | 5.3  | 1.6 | .2  | 20.7 |
| All-Star | All-Star | 3   | 1   | 15.0 | .261 | .250 | .500 | 1.0 | 2.3  | 1.0 | .0  | 5.3  |

### プレーオフ
| シーズン | チーム | GP | GS | MPG  | FG%  | 3P%  | FT%  | RPG | APG | SPG | BPG | PPG  |
| -------- | ------ | -- | -- | ---- | ---- | ---- | ---- | --- | --- | --- | --- | ---- |
| 2005     | WAS    | 10 | 10 | 45.0 | .376 | .234 | .766 | 5.2 | 6.2 | 2.1 | .6  | 23.6 |
| 2006     | WAS    | 6  | 6  | 47.3 | .464 | .435 | .771 | 5.5 | 5.3 | 2.2 | .7  | 34.0 |
| 2008     | WAS    | 4  | 2  | 23.5 | .389 | .417 | .833 | 1.8 | 2.8 | .5  | .0  | 10.8 |
| 2011     | ORL    | 5  | 0  | 16.2 | .429 | .250 | .667 | 2.8 | 2.4 | .2  | .2  | 8.6  |
| 2012     | MEM    | 7  | 0  | 12.5 | .250 | .000 | .000 | 1.2 | .2  | .0  | .0  | 3.0  |
| Career   | Career | 32 | 18 | 30.1 | .410 | .305 | .769 | 3.5 | 3.8 | 1.2 | .4  | 17.1 |

### CBA
| シーズン | チーム | GP | GS | MPG  | FG%  | 3P%  | FT%  | RPG | APG | SPG | BPG | PPG  |
| -------- | ------ | -- | -- | ---- | ---- | ---- | ---- | --- | --- | --- | --- | ---- |
| 2012–13  | 上海   | 14 | 13 | 31.1 | .512 | .411 | .820 | 7.9 | 6.8 | .8  | .1  | 24.9 |
| Career   | Career | 14 | 13 | 31.1 | .512 | .411 | .820 | 7.9 | 6.8 | .8  | .1  | 24.9 |

## ギルバートロジー（Gilbertology）
ギルバートロジーとは、コート内外でのギルバート・アリーナスの奇妙な行動のことをさす。
- 試合前にロッカールームの中でチームメイトのジャージを隠す。
- ハーフタイムの最中によくインターネットでポーカーを楽しむ。これについて、アリーナスは「正確にはインターネットではなくてDVDのソフトだ。また、お金を賭けてはいない。」と言った。
- ゴールデンステート・ウォリアーズにいたとき、ジャージを着たままシャワーを浴びたこともある。
- 毎試合後、ジャージを観客席に投げる[10]。ウォリアーズ時代はシューズを投げていた。アリーナスは「昔はジャージは高価だったので毎試合観客席に投げるのは難しかった。」と言っている。ワシントン・ウィザーズと契約してからジャージを投げ始めるようになった。
- アリーナスのニックネームは「GIL」、「GA」だが、2006年ごろから「President」、「Agent Zero」と呼ばれることもある。アリーナスは自分のことを「East Coast Assassin（東海岸の暗殺者）」と表現することもある。
- プレイ中、熱くなると「HIBACHI（火鉢）」と連呼する。
- ロッカールームへの拳銃持ち込み事件の影響でadidasとのスポンサー契約が解消された2010-2011シーズンは特定のシューズメーカーと契約していない為、ジョーダンブランドを始め、様々なメーカーのシューズを着用。中にはランニングシューズや395ドルもするドルチェ＆ガッバーナの高級スニーカーなど、バスケットシューズ以外のシューズも多くあった。

## その他
- 当時のNBA選手には珍しくローカットのシューズを好み、アディダスから発売された自身のシグニチャーモデルもローカットのものだった。
- 熱心なブロガーであり、Halo 3等の熱狂的なゲーマーでもある[11]。
- NBAライブ08のパッケージを飾る[12]。

## 受賞歴
- ルーキーチャレンジ出場 (2003)
- ルーキーチャレンジMVP (2003)
- MIP(2003)
- All NBA 3rd Team(2005、2006)
- All Star 出場(2005、2006)